# Thomas Rübenacker
Thomas Rübenacker (* 29. Mai 1952 in Karlsruhe; † 21. Februar 2024 ebenda) war ein deutscher Cellist, Musikkritiker, Journalist und Hörfunkmoderator.

## Leben
Bereits als Jugendlicher schrieb er Filmkritiken für die Badischen Neuesten Nachrichten, später wandte er sich auch der Musik zu. Rübenacker studierte Violoncello bei Martin Ostertag und war dann als Journalist und als Theaterschaffender, unter anderem als Oberspielleiter am Musiktheater im Revier, tätig. Er moderierte bis 2018 regelmäßig die SWR2 Musikstunde. Er verfasste über 40 Hörspiele, drei Theaterstücke, ein Kinderbuch, einen Roman und eine TV-Vorabendserie.

## Auszeichnungen
- Preis der Deutschen Schallplattenkritik (2017)[3]

## Werke
Bücher 
- Hast du Töne, Amadeus! Rowohlt, Reinbek bei Hamburg 1986, ISBN 978-3-499-20434-0
- Demnächst in der Unmittelbar. Karlsruhe 1995, ISBN 978-3-930314-11-9
- Antonio Vivaldi und der Fluch des Phoenix. Griot, Filderstadt 2010, ISBN 978-3-941234-20-8
- Demnächst in der Unmittelbar. Innovationsagentur Woo Development 2018, ISBN 978-3-946880-30-1

Hörspiele
- Verzeichnis der Hörspiele von Thomas Rübenacker im Hartmann & Stauffacher Verlag